# Chamaemyia aestiva
Chamaemyia aestiva är en tvåvingeart som beskrevs av Tanasijtshuk 1970. Chamaemyia aestiva ingår i släktet Chamaemyia och familjen markflugor. Arten har ej påträffats i Sverige. Inga underarter finns listade i Catalogue of Life.